# Margrét Viðarsdóttir
Margrét Lára Vidarsdóttir (Islas Vestman, Islandia; 25 de julio de 1986) es una exfutbolista islandesa que jugaba como delantera. Es la máxima goleadora de la selección femenina de Islandia.

## Trayectoria
Comenzó su carrera en el 2000 en el ÍBV Vestmannæyjar. En 2003, con 16 años, debutó con la selección islandesa. En 2005 fichó por el Valur Reykjavík, con el que fue la máxima goleadora de la Liga de Campeones en 2006, 2008 y 2009. En 2006 fichó por el FCR Duisburgo alemán, en el que marcó dos goles en la final de copa, pero regresó al Valur a los pocos meses. 
El Los Angeles Sol la eligió en el draft de la WPS 2009, pero finalmente decidió continuar su carrera en Suecia en vez de en Estados Unidos, y fichó por el Linköpings FC. Tras jugar la Eurocopa Femenina se pasó al Kristianstads DFF. Fue la máxima goleadora de la liga en 2011.  En 2012 fichó por el Turbine Potsdam alemán, pero tras sufrir una lesión regresó al Kristianstads. En la Eurocopa 2013 marcó el gol del empate contra Noruega en la 1.ª jornada. No jugó la temporada 2014 por embarazo.

## Estadísticas

### Clubes
| Club                   | País     | Año         |
| ---------------------- | -------- | ----------- |
| ÍBV                    | Islandia | 2000 - 2004 |
| Valur                  | Islandia | 2005 - 2006 |
| FCR 2001 Duisburg      | Alemania | 2006 - 2007 |
| Valur                  | Islandia | 2007 - 2008 |
| Linköpings             | Suecia   | 2009        |
| Kristianstads DFF      | Suecia   | 2009 - 2011 |
| 1. FFC Turbine Potsdam | Alemania | 2012        |
| Kristianstads DFF      | Suecia   | 2012 - 2015 |
| Valur                  | Islandia | 2016 - 2019 |